# Trifolium clusii
Trifolium clusii är en ärtväxtart som beskrevs av Dominique Alexandre Godron och Jean Charles Marie Grenier. Trifolium clusii ingår i släktet klövrar, och familjen ärtväxter. IUCN kategoriserar arten globalt som livskraftig. Inga underarter finns listade i Catalogue of Life.